# Zlatý míč 1957
Zlatý míč, cenu pro nejlepšího fotbalistu Evropy dle mezinárodního panelu sportovních novinářů, v roce 1957 získal španělsko-argentinský fotbalista Alfredo Di Stéfano. Šlo o druhý ročník ankety, organizoval ho časopis France Football a výsledky určili sportovní publicisté ze 16 zemí Evropy.

## Pořadí
| Pořadí | Hráč                    | Reprezentace    | Kluby                      | Body |
| ------ | ----------------------- | --------------- | -------------------------- | ---- |
| 1      | Alfredo Di Stéfano      | Španělsko       | Real Madrid                | 72   |
| 2      | Billy Wright            | Anglie          | Wolverhampton Wanderers FC | 19   |
| 3      | Duncan Edwards          | Anglie          | Manchester United          | 16   |
|        | Raymond Kopa            | Francie         | Real Madrid                | 16   |
| 5      | Ladislav Kubala         | Maďarsko        | FC Barcelona               | 15   |
| 6      | John Charles            | Wales           | Juventus Turín             | 14   |
| 7      | Eduard Strelcov         | SSSR            | FC Torpedo Moskva          | 12   |
| 8      | Tommy Taylor            | Anglie          | Manchester United          | 10   |
| 9      | József Bozsik           | Maďarsko        | Honvéd Budapešť            | 9    |
|        | Igor Netto              | SSSR            | Spartak Moskva             | 9    |
| 11     | Lev Jašin               | SSSR            | Dynamo Moskva              | 8    |
| 12     | Gyula Grosics           | Maďarsko        | FC Tatabánya               | 7    |
|        | Francisco Gento         | Španělsko       | Real Madrid                | 7    |
| 14     | Miloš Milutinović       | Jugoslávie      | Partizan Bělehrad          | 4    |
|        | Danny Blanchflower      | Severní Irsko   | Tottenham Hotspur          | 4    |
|        | Juan Alberto Schiaffino | Itálie          | Juventus Turín             | 4    |
| 17     | Stanley Matthews        | Anglie          | Blackpool FC               | 3    |
|        | Johnny Haynes           | Anglie          | Fulham FC                  | 3    |
|        | Gerhard Hanappi         | Rakousko        | Rapid Vídeň                | 3    |
| 20     | Sándor Kocsis           | Maďarsko        | SC Young Fellows Juventus  | 2    |
|        | Horst Szymaniak         | Západní Německo | Wuppertaler SV             | 2    |
| 22     | Kurt Hamrin             | Švédsko         | Padova Calcio              | 1    |
|        | Ladislav Novák          | Československo  | Dukla Praha                | 1    |